# Каталог (файловая система)

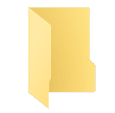
Пустой каталог в Windows 10

Катало́г (в некоторых системах справочник, папка, в любительских переводах — директория) — объект в файловой системе, упрощающий организацию файлов; позволяет сгруппировать файлы и, возможно, другие каталоги (для иерархических файловых систем).
Корневой каталог — каталог, прямо или косвенно включающий в себя все прочие каталоги и файлы файловой системы, называется корневым. В Unix-подобных системах он обозначается символом /, в DOS и Windows исторически используется символ \, но с некоторого времени поддерживается и /. В DOS и Windows корневым считается каталог, который не является подкаталогом ни одного другого, это значит, каждый из томов в системе имеет свой корневой каталог (например, C:\, D:\ и так далее).
Текущий каталог — каталог, с которым работает система (оболочка или конкретная программа), если ей не указать другого каталога. В большинстве систем обозначается точкой (.). Для смены текущего каталога на другой в большинстве оболочек используется команда cd; без указания целевого каталога она меняет каталог на домашний (в Unix-подобных системах) или возвращает текущий (в Windows).
Родительский каталог — каталог, в котором находится текущий каталог, обозначается двумя точками (..), например, чтобы перейти в родительский каталог используется команда cd .. .
Обычно каталог реализуется как специальный файл, где регистрируется информация о других файлах и каталогах на носителе информации. Например, в Unix-системах — это файл, содержащий несколько inode и привязанные к ним имена. В современных Unix-подобных системах вводится структура каталогов, соответствующая стандарту FHS.
Каталоги в Windows бывают системные (служебные, созданные операционной системой) и пользовательские (созданные пользователем). Пример системных каталогов: «Рабочий стол», «Корзина», «Сетевое окружение», «Панель управления».

## Папка

Значок сетевой папки из темы «GNOME»

Термин «папка» (англ. folder) был введён для представления объектов файловой системы в графическом пользовательском интерфейсе путём аналогии с офисными папками. Он был впервые использован в Mac System Software, предшественнице Mac OS, а в системах семейства Windows — с выходом Windows 95. Эта метафора стала использоваться в большом числе операционных систем: Windows NT, Windows 95, Mac OS, Mac OS X, а также в средах рабочего стола для систем семейства UNIX (например, KDE и GNOME).
В этой терминологии папка, находящаяся в другой папке, называется подпапка, вложенная папка или дочерняя папка. Все вместе папки на компьютере представляют иерархическую структуру (дерево каталогов). Подобная древообразная структура возможна в операционных системах, не допускающих существования «физических ссылок» (таких как Windows 3.x и 9x, которые допускали только ярлыки).